# 道東ブロックリーグ
道東ブロックリーグ（どうとうブロックリーグ）は、北海道道東地域で行われるサッカーリーグである。

## 概要
北海道サッカーリーグの下部に属するリーグの一つである（他の都府県における都道府県リーグに相当する）。
以下の地区協会のクラブチームが参加する。
- 十勝地区サッカー協会（2009年までの名称は帯広地区サッカー協会） - 十勝管内
  - 地区リーグ - 十勝社会人サッカーリーグ（1部制）
- 釧路地区サッカー協会 - 釧路管内
  - 地区リーグ - 釧路社会人サッカーリーグ（1部制）
- オホーツク地区サッカー協会（2018年までの名称は網走地区サッカー協会） - オホーツク管内
  - 地区リーグ - オホーツク社会人サッカーリーグ（2部制）
- 根室地区サッカー協会（2006年発足） - 根室管内
  - 地区リーグ - 根室社会人サッカーリーグ（休止中[注 1]）

### 方式
6チームによる2回戦総当たりで行われる。試合時間は90分。

### 昇格
優勝チームはブロックリーグ決勝大会の参加権を得る。同大会で定められた成績を収めると北海道サッカーリーグに昇格となる。

### 降格
- 優勝チームが北海道リーグに昇格した場合、そのチームと同一の地区（網走・釧路・十勝・根室のいずれか）のリーグ優勝チームが道東ブロックリーグに昇格する[3]。
- 3位から6位は入替戦（十勝・釧路・オホーツク・根室の各地区優勝チームと対戦）に出場。可能な限り同じ地区のチーム同士が対戦する。参入戦や入替予備戦を開催する場合もある[注 2]。

## 所属クラブ（2025年）
| チーム               | 地区       | 前年度成績        | 備考               |
| -------------------- | ---------- | ----------------- | ------------------ |
| FC網走               | オホーツク | 優勝              |                    |
| 新得FC               | 十勝       | 2位               |                    |
| R.シュペルブ釧路     | 釧路       | 4位               | 残留（入替戦勝利） |
| 蹴鞠会               | 十勝       | 5位               | 残留（入替戦勝利） |
| 釧路市役所サッカー部 | 釧路       | 6位               | 残留（参入戦勝利） |
| FCコパン             | オホーツク | オホーツク1部優勝 | 昇格（入替戦勝利） |

根室地区のクラブは2021年を最後に参加していない。

## 年度別成績
- 太字 ：北海道リーグ昇格
- ：地区リーグ降格・活動休止

| 年度 | 1位                            | 2位               | 3位                            | 4位              | 5位              | 6位                | 出典            |
| ---- | ------------------------------ | ----------------- | ------------------------------ | ---------------- | ---------------- | ------------------ | --------------- |
| 2003 | R・シュペルブ釧路              | 蹴鞠会            | 帯広FC                         | ルードボーイズ   | D.A.K            | レボルツィオーネ   | [ 8 ]           |
| 2004 | 蹴鞠会                         | 帯広FC            | ルードボーイズ                 | D.A.K            | FC・COSMIC       | 別海SC             | [ 9 ]           |
| 2005 | ルードボーイズ                 | 蹴鞠会            | ビーイングラッシュ             | D.A.K            | FC・COSMIC       | 別海SC             | [ 10 ]          |
| 2006 | R・シュペルブ釧路              | FC・COSMIC        | ビーイングラッシュ             | 蹴鞠会           | 池田アムレンシス | D.A.K              | [ 11 ]          |
| 2007 | R・シュペルブ釧路              | 新得FC            | FC・COSMIC                     | 蹴鞠会           | 別海SC           | ビーイングラッシュ | [ 12 ]          |
| 2008 | とかちフェアスカイ・ジェネシス | マルセイズFC      | 釧路市役所                     | 新得FC           | 別海SC           | FC・COSMIC         | [ 13 ]          |
| 2009 | マルセイズFC                   | R・シュペルブ釧路 | とかちフェアスカイ・ジェネシス | 別海SC           | 帯広蹴球団       | FC・COSMIC         | [ 14 ]          |
| 2010 | 十勝フェアスカイ・ジェネシス   | R・シュペルブ釧路 | 新得FC                         | FC・Fiore        | 帯広蹴球団       | 別海SC             | [ 15 ]          |
| 2011 | R・シュペルブ釧路              | 帯広蹴球団        | 新得FC                         | 帯広北クラブ     | FC・Fiore        | 別海SC             | [ 16 ]          |
| 2012 | R・シュペルブ釧路              | 帯広北クラブ      | 新得FC                         | 帯広蹴球団       | FC・Fiore        | Nemuro FC          | [ 17 ]          |
| 2013 | R・シュペルブ釧路              | 帯広北クラブ      | FC・Fiore                      | 蹴鞠会           | 帯広蹴球団       | Nemuro FC          | [ 18 ]          |
| 2014 | 新得FC                         | 網走FC            | 帯広北クラブ                   | K@zoo            | 釧路市役所       | Nemuro FC          | [ 19 ]          |
| 2015 | R・シュペルブ釧路              | 帯広北クラブ      | 帯広蹴球団                     | 網走FC           | K@zoo            | Nemuro・E・FC      | [ 20 ] [ 21 ]   |
| 2016 | 新得FC                         | R・シュペルブ釧路 | 帯広蹴球団                     | FC網走           | 帯広北クラブ     | Nemuro・E・FC      | [ 22 ]          |
| 2017 | 新得FC                         | R・シュペルブ釧路 | 帯広蹴球団                     | 蹴鞠会           | FC網走           | NFCレグルス        | [ 23 ]          |
| 2018 | R・シュペルブ釧路              | 新得FC            | 別海BOS FC                     | 蹴鞠会           | FC.BIHORO        | 帯広蹴球団         | [ 24 ]          |
| 2019 | 新得FC                         | 蹴鞠会            | クラップス                     | 釧路市役所       | FC.BIHORO        | 別海BOS FC         | [ 25 ]          |
| 2020 | R・シュペルブ釧路              | クラップス        | 蹴鞠会                         | 釧路市役所       | 別海BOS FC       | FC.BIHORO          | [ 26 ]          |
| 2021 | 釧路市役所                     | 蹴鞠会            | クラップス                     | FC網走           | PALE FACE        | 別海BOS FC         | [ 27 ] [ 注 3 ] |
| 2022 | クラップス                     | FC網走            | R・シュペルブ釧路              | 釧路市役所       | 蹴鞠会           | 新得FC             | [ 28 ]          |
| 2023 | 新得FC                         | FC網走            | クラップス                     | 釧路市役所       | 蹴鞠会           | R・シュペルブ釧路  | [ 29 ]          |
| 2024 | FC網走                         | 新得FC            | クラップス                     | R.シュペルブ釧路 | 蹴鞠会           | 釧路市役所         | [ 30 ]          |

## 過去の参加クラブ
十勝地区
- 帯広FC （2003年 - 2004年）
- ルードボーイズ → とかちフェアスカイ・ジェネシス → 十勝フェアスカイ・ジェネシス（現：北海道十勝スカイアース）（2003年 - 2005年、2008年 - 2010年） - 北海道リーグ所属
- 池田アムレンシス（2006年）
- マルセイズFC（北海道サッカーリーグ昇格後六花亭マルセイズFCに改称、2008年 - 2009年）
- 帯広蹴球団（2009年 - 2018年）
- 帯広北クラブ（2011年 - 2016年）
- クラップス（2019年 - 2024年）

釧路地区
- ビーイングラッシュ（2005年 - 2007年）
- K@zoo（2014年 - 2015年）
- PALE FACE（2021年）

オホーツク地区
- FCレボルツィオーネ（2003年）
- D.A.K（2003年 - 2006年）
- FC・COSMIC → FC・Fiore（2004年 - 2013年）
- FC.BIHORO（2018年 - 2020年）

根室地区
- 別海サッカークラブ（2004年 - 2005年、2007年 - 2011年）- 根室地区サッカー協会発足以前は釧路地区に所属
- Nemuro FC → Nemuro・E・FC（2012年 - 2016年）
- NFCレグルス（2017年）
- 別海BOS FC（2018年 - 2021年）